# Mycomya hians
Mycomya hians är en tvåvingeart som först beskrevs av Lundstrom 1912.  Mycomya hians ingår i släktet Mycomya och familjen svampmyggor. Arten är reproducerande i Sverige. Inga underarter finns listade i Catalogue of Life.